# Raionul Starobilsk (pre-2020), Luhansk
Starobilsk (în ucraineană Старобільський район, transliterat: Starobilskîi raion) este un raion în regiunea Luhansk, Ucraina. Reședința sa este orașul Starobilsk.

## Demografie
Componența lingvistică a raionului Starobilsk
     Ucraineană (79,17%)
     Rusă (20,48%)
     Alte limbi (0,15%)
Conform recensământului din 2001, majoritatea populației raionului Starobilsk era vorbitoare de ucraineană (79,17%), existând în minoritate și vorbitori de rusă (20,48%).